# Geastrum rufescens
Geastrum rufescens у народу познатија као црвеносмеђа звезда или руса звездача je нејестива гљива иѕ породице звездача (Geastraceae), рода Geastrum. Може се наћи испод четинарског или листопадног дрвећа, на сувом или влажно песковитом тлу. Често се може наћи на кречњачкој подлози или некој другој такође сиромашној нутријентима. Расте у облику јајета испод земље, када сазри излази на површину земље и спољашњи омотач (егзоперидијум) пуца у неколико кракова, налик на звезду. Назив је добила по томе што јој мецо црвену при додиру или у контакту са ваздухом. Распротрањена је у Европи, Азији и Америци, али није честа врста. 

## Опис плодног тела
Плодно тело је у почетку испод земље округлогастог облика, затим на површини спољашњи омотач пуца у 6-9 кракова ширине до 10цм у облику звезде. Спољашнји омотач је дебљине 0,5cм. Кракови су прљаворозе боје у почетку затим смеђи као и читава горња (унутрашњи омотач) површина са често видљивим пукотинама. Унутрашњи омотач (ендоперидијум) је округласт и помало спљоштен, величине 2-3цм седећи или на краћој беличастој дршци. Перистома је ушиљена. Глеба је код младих примерака беле боје, затим старењем се распада и оретвара у прах тамносмеђе боје. Споре се испуштају кроз отвор на врху. Месо је у почетку беле боје, а при додору или контакту са ваздухом постаје црвенкасте боје, без посебног укуса и мириса. 

## Микроскопија
Споре су величине 3,5-5,5µм, округле брадивичасте. Отисак спора је смеђе боје. 

## Јестивост
Није јестива врста гљиве

## Сличне врсте
Веома је слична ''Geastrum sessile'', чији спољашњи омотач не пуца и не мења боју у црввенкасту при додиру. 

## Галерија
- Geastrum rufescens
- Geastrum rufescens